# Kopojno
Kopojno is een plaats in het Poolse district  Słupecki, woiwodschap Groot-Polen. De plaats maakt deel uit van de gemeente Zagórów en telt 850 inwoners.